# 松田洋治
松田 洋治（まつだ ようじ、1967年10月19日 - ）は、日本の俳優、声優。
東京都出身。TMエンタテインメント所属。
5歳上の兄はミュージカル翻訳者・駒澤大学教授の松田直行。

## 来歴・人物
東京都世田谷区砧生まれ。当時、砧や成城には撮影所が多数あり、住んでいた実家の近所でもロケをしており、幼稚園くらいの時に公園で遊んでいたところテレドラマ『ケンちゃんシリーズ』、『太陽にほえろ!』のロケ隊が来て、クルーに「ちょっとごめんね」とどかされ、遊べなくなった代わりに、ロケを見ていたという。松田自身は覚えていないが、『ケンちゃんシリーズ』で主人公の初代ケンイチを演じていた宮脇康之に「僕もやってみたい」と話しかけると、宮脇は「こういうことをやるには児童劇団というところに入るんだ」と教えてくれたという。サラリーマン家庭だったことから芸能界的な繋がりは皆無だったが、家に帰り、「児童劇団というところに入りたい」と親に伝えたところ、「やらせてみるか」と児童劇団のチラシの中で最初に目に止まっていた劇団ひまわりに応募。5歳で劇団ひまわりに入団し、1974年に小学校1年生の時にテレビドラマ『母の鈴』で子役デビュー。同年には『仮面ライダーアマゾン』の岡村まさひこ役や、江利チエミ主演のホームドラマ『はじめまして』（TBS）が出世作となり、1983年のTBS系テレビドラマ『家族ゲーム』（沼田茂之役）では役者として注目を集める。
青山学院高等部を経て、青山学院大学文学部教育学科中退。同級生に国会議員で参議院議員の蓮舫がいる。
1995年、客室乗務員の女性と結婚するが、その後に離婚。
1997年には、アニメ映画『もののけ姫』の主人公であるアシタカの声や、同年、映画『タイタニック』主演のレオナルド・ディカプリオの吹き替えを担当し、知名度を高める。ただし、宮崎駿監督作品に関しては『もののけ姫』が初ではなく、1984年の『風の谷のナウシカ』のアスベルの声や1987年にも『シュナの旅』の主人公であるシュナの声をラジオドラマで演じている。
2006年、再婚。2男あり。同年、東京アニメーションカレッジ専門学校で講師として演技指導。
近年は舞台を中心に活動を続けており、蜷川幸雄、青井陽治等の演出家と仕事をしてきている。『北の国から』では、黒板純役のオーディションを受けたことがあるという。

## エピソード
『もののけ姫』の主人公アシタカを演じたが、オーディションのときはアシタカが主人公であることを知らなかった。オーディション後、台本を読んでアシタカが純然たる主人公であることに気づいてい驚いたという。
NHK大河ドラマには4作品に出演しているが、このうち2作品は主人公の少年時代の役という設定であった。『草燃える』では源頼朝を、『徳川家康』では徳川家康を主人公としているので、2人の初代征夷大将軍の役を演じたことになる（但し、『草燃える』は頼朝の幼少期が描かれていたわけではなく、回想シーンとしてワンシーン登場するのみである）。
『仮面ライダーアマゾン』放送当時は小学生だったため、立花藤兵衛役の小林昭二に車で送ってきてもらったという。『アマゾン』で共演した岡崎徹は、「松田の芝居は天才的であった」と評しており、また「演技では助けられていた」と感じていたという。

## 出演

### テレビドラマ
- 仮面ライダーシリーズ（MBS）
  - 仮面ライダーV3 第39話「人喰い植物 バショウガンの恐怖!!」（1973年） - 山田修一
  - 仮面ライダーアマゾン（1974年 - 1975年） - まさひこ
- 太陽にほえろ!（NTV）
  - 第64話「子供の宝・大人の夢」（1973年） - 一郎
  - 第225話「疑惑」（1976年） - 倉田一郎
  - 第290話「執念」（1978年） - 吉沢オサム ※子供時代の回想シーン
- 東芝日曜劇場（TBS）
  - 第936回「ムリすんなよ」（1974年11月17日）
  - 第977回「谷山君のポケット」（1975年8月21日）
  - 第1012回「母のあしおと」（1976年5月2日）
  - 第1046回「ぼくの家族」（1976年12月26日） - 良一
  - 第1071回「同級生」（1977年6月19日）
  - 第1512回『 さようならことしの愛』（1985年12月29日）[9]
  - 第1851回『そよ風ときにはつむじ風』（1992年9月6日）[10]
- 花王 愛の劇場（TBS）
  - 母の鈴（1974年7月9日〜8月30日）
  - 家庭って?（1986年1月6日〜2月28日）-  倉本淳
  - 鎌倉ペンション物語（1989年5月29日〜7月14日）
  - ママ走れ!（1992年8月31日〜10月23日）-  沢村喬士
- ウルトラシリーズ（TBS）
  - ウルトラマンレオ 第5話「泣くな! おまえは男の子」（1974年） - ピクニックに来た少年
  - ウルトラマンティガ 第23話「恐竜たちの星」（1997年2月8日） - アダム
- 長崎犯科帳 第2話「トンネル抜ければ地獄だぜ」（1975年、NTV） - 太一郎
- 鬼平犯科帳 (丹波哲郎) 第6話「浅草・鳥越橋」（1975年、NET）
- はじめまして（1975年、TBS）
- ほんとうに （1976年、TBS）
- 銭形平次（CX）
  - 第523話「おいらの親父日本一」（1976年） - 新吉
  - 第554話「銭埋む! 百三十五両」（1976年） - 一太
  - 第633話「万七 大いに売出す」（1978年） - 与一
- 大江戸捜査網（12ch）
  - 第242話「大暴れ娘かわら版」（1976年） - 三吉
  - 第265話「殺し屋と少年」（1976年） - 二宮太一郎
  - 第283話「命を賭けたいかさま稼業」（1977年） - 太吉
  - 第299話「牢破り! 命の絶唱」（1977年） - 新太
  - 第441話「女隠密怒りの逆襲」（1980年） - 宗吉
  - 第449話「戦慄 爆薬を抱く男」（1980年）
- 冬の桃 （1977年、NHK）
- 伝七捕物帳
  - 日本テレビ版
    - 第113話「上方から来た男」（1976年） - 三吉
    - 第146話「炎に泣いた父子鳥」 - 第159話「長屋に咲いた夫婦花」（1977年） - 新吉（2代目）

  - テレビ朝日版 （1979年）
    - 第12話「からすの証言」
    - 第29話「母恋い旅」
- 華麗なる刑事 第14話「雨の月曜日」（1977年、CX） - アキラ
- 達磨大助事件帳 第25話「流転のかんざし」（1978年4月13日、ANB） - 鶴吉
- 若さま侍捕物帳 第13話「参上!! 赤い影法師」（1978年8月24日、ANB）
- そば屋梅吉捕物帳（1979年） - 小三郎
- 刑事犬カール 第1シリーズ 第35話「君はガード犬」（1978年、TBS）
- 土曜ワイド劇場（ANB）
  - 幽霊列車（1978年1月14日）
  - 凶学の巣 その後（1984年3月31日）- 中里
  - 車椅子の弁護士・水島威3（1997年7月26日）- 田沢行夫
- 大河ドラマ（NHK）
  - 草燃える（1979年） - 源頼朝 ※子供時代
  - 徳川家康 第6回（1983年2月13日） - 松平元康 ※家康の子供時代
  - 北条時宗（2001年） - 亀山天皇
  - べらぼう〜蔦重栄華乃夢噺〜 第7回・第8回（2025年） - 村田屋治郎兵衛[11]
- 桃太郎侍（1979年、NTV）
  - 第131話「母子涙のわかれ道」- 貞吉 = 房丸
  - 第147話「万才！桃太郎先生」- 虎吉
- 欽ちゃん劇場 / とり舵いっぱーい!（1979年 - 1980年、NTV）
- 旅がらす事件帖 第7話「嵐の中の用心棒」（1980年、KTV） - 捨吉
- 炎の犬（1981年、NTV） - 憲司
- 土曜ドラマ（NHK)
  - タクシー・サンバ 第1話「夜の少年」（1981年）
  - 新十津川物語『昭和編』（1992年9月19日,26日） - 剛
- ちょっといい姉妹（1981年11月5日〜1982年5月27日、TBS）- 舟山一正
- 文吾捕物帳  第14回（1982年1月19日、ANB）
- 銀河テレビ小説（NHK）
  - 新東京物語（1982年6月28日〜7月23日）[12]
  - たけしくん、ハイ!（1985年7月15日〜8月2日）- 西野秀二郎
  - 続・たけしくん、ハイ!（1986年7月21日〜8月8日）- 西野秀二郎
  - まんが道 青春篇 第6〜15回（1987年8月3日〜8月14日） - 赤塚不二夫
  - 新橋烏森口青春篇  （1988年11月21日〜12月9日）
- 月曜ワイド劇場（ANB）
  - 第42回『おさな妻 私を抱いて…16歳の初夜』（1983年8月8日）- ツッパリの中学生
- 家族ゲームシリーズ（TBS）
  - 家族ゲーム（1983年8月26日〜9月30日） - 沼田茂之
  - 家族ゲームⅡ（1984年4月20日〜7月13日） - 殿村和人
  - 家族ゲーム スペシャル アニキの家庭教師は花の女子大生・なのダ（1985年4月5日） - 沼田茂之
- 木曜ゴールデンドラマ（YTV）
  - 愛と殺意の十字路（1983年9月22日）[13]
  - 夫を返して！（1983年12月15日）[14]
  - 女だけの冬（1985年2月14日）[15]
  - 月は船 如何に漕ぐらん（1987年2月5日）[16]
- 連続テレビ小説 おしん 第192〜204回（1983年11月19日～12月3日、NHK） - 田倉雄 ※高等小学校時代
- 火曜サスペンス劇場（NTV）
  - 母の神話の崩れる時（1983年12月13日）[17]
  - 犯罪心理分析官2（1996年7月23日）
  - 検事 霧島三郎6（1999年4月6日） - 吉井邦雄
  - 弁護士・朝日岳之助16（2001年7月10日） -  三輪孝史　※プレス工
  - 松本清張スペシャル・事故（2002年） - 宮島健次
- 月曜ドラマランド（CX） 
  - 意地悪お手伝いさん①〜④（1984年2月27日〜1985年11月25日）[18]
  - あ！Myみかん①,②（1984年9月3日、1985年2月4日）[19]
  - 赤毛のアン子（1986年11月3日）- ハタケヤマ ショウタ
  - ぺぱ～みんと・エイジ（1987年3月16日）- 薫[20]
- 土曜グランド劇場（NTV）
  - 事件記者チャボ! 第26話「最後にチャボっといい感じ!!」（1984年5月5日） - 原島和彦
  - 気分は名探偵 第19話（1985年2月9日） - 安西信二
- 暴れ九庵 第5話「神の心子知らず」（1984年10月30日、KTV・東宝） - 信吉
- 花田春吉なんでもやります第11話（1985年3月15日、TBS）- 神崎常男
- スケバン刑事 シリーズ（CX）
  - スケバン刑事 第3話（1985年4月25日） - 清水
  - スケバン刑事III 少女忍法帖伝奇  第15話（1987年2月19日）- 只野 登
- 家族ジャングル (1985年7月12日～1985年9月27日 、NTV）-  一ノ瀬竜
- 木曜ドラマストリート（CX）
  - 桃尻娘（1986年2月27日） - 磯村薫
  - 帰って来た桃尻娘（1986年8月28日）- 磯村薫
  - ぼくらの時代 （1986年5月29日） - 石森信
- 金曜ドラマ『深夜にようこそ』（1986年6月13日〜7月4日、TBS） - 矢崎省一
- 現代恐怖サスペンス『ししゃもと未亡人』（1987年7月6日、KTV）- 電気屋さん
- 傑作時代劇  『 かあちゃん 男女六人、一軒長屋の肝っ玉母賛歌！ 』（1987年7月9日、ANB）[21]
- スタンドバイミー気まぐれ白書（1987年8月28日〜9月25日、TBS） - 田島 五郎
- 君の瞳をタイホする! 第8話（1988年1月4日〜、CX）- 受験生
- 火曜スーパーワイド 『 ヨコハマ幽霊ホテル』（1988年5月17日、ANB）[22]
- ビートたけしの浅草キッド・青春奮闘編（1988年7月21日〜8月25日、EX）
- シリーズ街 『表通りへぬける地図』（1988年10月20日〜10月27日、ANB）[23]
- こまらせないで!  第11話（1989年3月22日 、CX） - 友彦
- 男と女のミステリー 『 遺産相続人…私は夫に殺される！』（1989年6月2日、CX）[24]
- 土曜ドラマスペシャル 『五島福江行』（1989年8月12日、TBS）- 信雄[25]
- 月曜ドラマスペシャル（TBS） 
  - バイト人生百発百中（1989年12月11日）[26]
  - 太陽へのラブレター（1990年9月17日）※ 小川範子と再共演
- 世にも奇妙な物語 『心霊写真』（1991年6月13日、CX）- 主演・斎藤 [27]
- 刑事貴族3 第8話（1992年6月19日、NTV）- 内藤 彰
- 愛と疑惑のサスペンス 『黒い月』（1994年3月14日、KTV）- 浮気相手の役　[28]
- 妖蝶キリコ（1994年4月3日〜1995年4月9日、WOWOW）
- 嵐ら夜の花見（1994年4月6日、NHK-BS）
- はぐれ刑事純情派  第9シリーズ 第１回（1996年4月10日、ANB）- 税理士の高原[29]
- 時代劇特別企画『徳川の女』 （1997年3月20日、TX）- 本田正純
- 石光真清の生涯（1998年5月4日〜5月7日、NHK BS-2）
- 隠密奉行 朝比奈 第1シリーズ 第1話「桜島に消えた割符」（1998年6月17日〜9月2日、CX） - 柳井新八
- 12時間超ワイドドラマ『赤穂浪士』（1999年1月2日、TX） - 小山田庄左衛門
- ナショナル劇場  『南町奉行事件帖 怒れ!求馬II』 第1話「消えた美女二人」（1999年10月25日、TBS） - 音平
- 火災調査官・紅蓮次郎2（2003年） - 藍沢広夢
- 竜馬がゆく（2004年） - 寺島忠三郎
- 水曜ミステリー9（TX）
  - 内田康夫サスペンス 信濃のコロンボ事件ファイル13 盲目のピアニスト （2006年） - 広田伸次
  - 北アルプス山岳救助隊・紫門一鬼 10 白馬・唐松岳殺人ルート （2008年） - 遠藤洋介
- 月曜ゴールデン（TBS）
  - 駅弁刑事・神保徳之助2（2008年） - 石塚吾郎
  - 全盲の僕が弁護士になった理由（2014年） - 前田太一
- 水戸黄門 第39部 第11話「若妻の言えない秘密?・天草」（2008年、TBS） - 益次郎
- 必殺仕事人2009（2009年、ABC） - 町人
- 相棒（EX）
  - season8 第8話（2009年12月9日） - 中島弘昭
  - season17 第5話（2018年11月14日） - 三田真一
  - season23 第1話・第2話（2024年10月16日・10月23日） - 川路利良
- 臨場 続章 第1話（2010年4月7日、EX） - 戸張慎二
- 科捜研の女 第14シリーズ 第8話・第9話（2014年12月4日・12月11日、EX） - 真木洋介
- 運命に、似た恋 第7話（2016年11月4日、NHK） - 「週刊群青」編集長
- 赤ひげ 第2話（2017年11月10日、NHK BSプレミアム） - 松造
- 警視庁・捜査一課長2020 第7話（2020年6月18日、EX） - 小松原重光
- 邪神の天秤　公安分析班（2022年2月13日 - 、WOWOW） - 群司俊郎
- 不幸くんはキスするしかない!（2022年4月22日 - 6月10日、MBSほか） - 川原教授[30]
- 刑事7人 Season8 第6話（2022年8月17日、EX） - 近藤義治

### 映画
- どんぐりッ子（1976年） - 加治木勝美
- 昌子・淳子・百恵 涙の卒業式〜出発〜（1977年） - 森昌子縁のゲストとしてステージで花束を贈呈
- こむぎいろの天使 雀と少年（1978年） - さぶ
- ブルークリスマス（1978年） - 南修
- 地震列島（1980年） - 川津隆一
- プルメリアの伝説 天国のキッス（1983年7月2日、東宝） - 松田聖子の従兄弟
- オイディプスの刃（1986年9月13日、東宝）- 大迫駿介 ※少年期[31]
- 恐怖のヤッちゃん（1987年7月4日、東映） - 小山明夫
- 花のあすか組!（1988年8月13日、東宝） - 春日
- 異人たちとの夏（1988年9月15日、 松竹 ）- 台本読みのキャスト
- ドグラ・マグラ（1988年10月15日、シネセゾン） - 主演・呉 一郎
- 良いおっぱい悪いおっぱい（1990年5月26日、アルゴプロジェクト）- 村上徹
- 微熱 MY LOVE（1990年12月1日、バンダイ） - 主演・坂口亮一
- 乙女物語 お嬢様危機イッパツ!（1990年12月8日、バンダイ）- 主演・薫
- 彼女が結婚しない理由（1992年6月13日、東北新社）- 石本和夫 ※新郎の役
- はるか、ノスタルジィ（1993年2月20日、東映）- 佐藤弘
- 水の旅人 侍KIDS（1993年7月17日、東宝）- バスの添乗員
- 女ざかり（1994年6月18日、松竹）
- シークレットワルツ（1996年11月13日、 ビターズ・エンド）- 女装のヤクザ [32]
- MUSASHI 外伝 ヤングムサシの秘密に迫る（1996年11月30日、 イーハーフィルムズ＝プロダクションT＆N ）- 赤髪
- 風の歌が聴きたい（1998年7月18日、ザナドゥー）-  昌宏の級友 [33]
- 淀川長治物語 神戸篇 サイナラ（2000年9月30日、 PSC）- 富田先生
- マヌケ先生（2000年９月30日、PSC）- 若い兵隊
- 隠し剣 鬼の爪（2004年）
- 理由（2004年） - 資産家の若い夫
- いちばんきれいな水（2006年）
- 河童 kappa（2006年）
- 母べえ（2008年）
- 14才のハラワタ（2009年）
- 蜘蛛の糸（2011年） - 『煙草と悪魔』の悪魔
- 一遍上人（2012年） - 清輝
- 家（2013年） - 小泉三吉
- キャラクター（2021年6月11日、東宝） - 辺見敦

### アニメーション映画
- 風の谷のナウシカ（1984年3月11日、東映）- アスベル
- もののけ姫（1997年7月12日、東宝） - 主演・アシタカ
- 時をかける少女（2006年） - 高瀬宋次郎[34]

### オリジナルビデオ
- スキャンドール（1996年、東映ビデオ）
- 「もののけ姫」はこうして生まれた。（1998年）[35]

### 舞台
- コマ・ファミリー劇場
  - 「夏休みだよ!!サザエさん」（1978年8月1日〜23日、新宿コマ劇場）- 磯野カツオ 役
- 第6回百恵ちゃんまつり（1980年8月27日～31日、新宿コマ劇場）
- ブライトン・ビーチ回顧録（1985年9月10日〜29日、PARCO劇場）- 次男 役
- トーチソング・トリロジー（1986年11月6日〜24日、PARCO劇場）
- ロミオとジュリエット（1986年）※坂東玉三郎 演出 [36]
- テンペスト（1987年、日生劇場）- エアリエル役
- 黄昏（1988年、日生劇場）※木村光一  演出
- 野田版・国性爺合戦（1989年11月1日〜12月24日、銀座セゾン劇場） - エエト役
- 東京グローブ座特別公演「三島由紀夫メモリアル」蜷川カンパニー公演（1990年1月26日〜2月27日、東京グローブ座，新神戸オリンタル劇場）
- マクベス（1990年）※蜷川幸雄 演出
- ラブ・レターズ《日本版》第35〜37・97・104回（1991年10月16日〜1993年7月7日、　　　　　SPACE PART3，道新ホール，イムズホール）- アンディ役
- 櫻の園（1991年）※ジャイルス・ブロック 演出
- ヨンカーズ物語（1992年3月9日〜4月20日、PARCO劇場）
- アナザー・カントリー《日本版》（1994年9月5日〜18日、アートスフィア）- トミー・ジャッド 役
- ゴドーを待ちながら（1994年）※鴻上尚史  演出
- リチャード三世（1995年、銀座セゾン劇場）- 騎士ジェームズ・ティレル，ヘンリー六世，市民の役 ※ジャイルス・ブロック　演出
- 上を向いて歩こう（1999年9月、新橋演舞場）- 主役の親友 役
- 井上ひさし追悼公演『黙阿彌オペラ』（2010年7月18日〜8月22日、紀伊國屋サザンシアター）- 久次 役
- お家さん（2019年5月29日 - 6月2日、COOL JAPAN PARK OSAKA TTホール)
- 新宿梁山泊 第74回公演「テント版 少女都市からの呼び声」（2023年6月11日 ｰ 26日、新宿花園神社境内 特設紫テント）
- 筒井康隆笑劇場（2024年3月8日 - 14日、シアター・アルファ東京）[37]
- 新宿梁山泊 第77回公演「おちょこの傘持つメリー・ポピンズ」（2024年6月15日 - 25日、新宿花園神社境内 特設紫テント）[38]
- CCCreation Presents 無題シリーズvol.1 リーディング劇「女中たち」Jean GENET（2024年9月20日 - 23日、銕仙会能楽研修所）[39]
- 新宿梁山泊 第78回公演「ジャガーの眼」（2024年10月14日 - 23日、赤坂サカス広場 特設紫テント）[40]
- 世界のすべては、ひとつの舞台 〜シェイクスピアの旅芸人（2025年1月25日 - 2月2日、水戸芸術館 ACM劇場）[41]
- 赤塚不二夫生誕90周年記念公演「赤塚不二夫スクラップブック」（2025年4月15日 - 20日、CBGKシブゲキ!!）[42]
- ロミオとジュリエット（2025年9月20日 - 28日〈予定〉、水戸芸術館 ACM劇場）[43]

### テレビアニメ
- 戦場のキックオフ（2001年） - ウィル
- 攻殻機動隊 STAND ALONE COMPLEX（2002年） - マーシャル・マクラクラン
- KURAU Phantom Memory（2004年） - ヴィント
- 太陽の黙示録（2006年） - 柳舷一郎[44]

### ゲーム
- OCTOPATH TRAVELER II（2023年） - ヒカリ・ク[45]

### ドラマCD
- 百鬼夜行抄（赤間）
- 風光る（沖田総司）
- 研ぎ師伊之助深川噺（伊之助）

### 吹き替え

#### 担当俳優
レオナルド・ディカプリオ
- ザ・ビーチ（リチャード） ※ソフト版
- タイタニック（ジャック・ドーソン） ※ソフト版

#### 映画
- 家（デヴィッド〈リー・H・モントゴメリー〉）
- インセプション（アーサー〈ジョセフ・ゴードン＝レヴィット〉[47]） ※テレビ朝日版
- グッドモーニング, ベトナム（ツアン〈ドゥング・タン・トラン〉） ※VHS版

#### テレビドラマ
- アート・オブ・モア 美と欲望の果て（グレアム・コナー〈クリスチャン・クック〉）
- 春のワルツ（ユン・ジェハ〈ソ・ドヨン〉）

#### アニメ
- 老人と海

### ラジオドラマ
- FMシアター（NHK-FM）
  - シュナの旅（1987年5月2日） - シュナ 役
  - アンジェリーナ ～ 佐野元春と三つの短編　第2話「ナポレオンフィッシュと泳ぐ日 / 水のないプール」（1993年10月23日）[48]
  - ポスト・エデン（1999年7月17日） - 真一 役[49]
  - 夢見る機械（2000年7月15日） - 健二 役[50]
  - つむじ風食堂の夜（2003年7月26日）[51]
  - また逢う日のうた（2016年12月3日） - 隆造 役[52]
  - 異人たちとの夏（2017年7月22日・29日） - 原田英吉 役[53]
  - 老婆の休日（2019年7月6日） - 健吾 役[54]
- 特集・夏のラジオ文庫　俺ンちの兎クン（1987年8月23日、NHKラジオ第1） - 柴田博 役
- アドベンチャーロード（NHK-FM）　
  - 西風の戦記（1988年6月6日 - 17日） - 池畑史朗 役
  - アルバイト探偵（1989年1月4日 - 6日） - 冴木隆 役
  - 盟友（1989年5月29日 - 6月2日） - 片山 役
  - アルバイト探偵2（1989年7月10日 - 14日） - 冴木隆 役
- サウンド夢工房　サラマンダー殲滅（1991年6月3日 - 21日、NHK-FM） - ラッツォ 役
- ラジオ図書館 （TBSラジオ）
  - 魚のように（1992年2月2日）
  - 美人物語（1993年7月4日）
- 特集・ドラマシリーズ　夢見た旅（1993年3月21日、NHK-FM）[55]
- ラジオ深夜便 特集ドラマ　夢源氏剣祭文（1995年11月13日 - 11月17日、NHKラジオ第1） - 安倍晴明 役
- 特集ドラマ　グリックの冒険（1996年3月20日、NHK-FM）[56]
- 浅田次郎ワールド・鉄道員「ラブ・レター」（1997年10月17日、文化放送）[57]
- 中部ラジオ小劇場　やさしさの法則（1998年3月28日、NHK-FM名古屋）　※NHK中部ブロックのみ放送
- 青春アドベンチャー（NHK-FM）
  - 夢源氏剣祭文（1998年10月26日 - 11月6日） - 安倍晴明 役[58]　※再編集バージョン
  - オルガニスト（1999年12月6日 - 17日） - ヨーゼフ・エルンスト 役[59]
  - 645〜大化の改新・青春記〜（2001年3月19日 - 4月6日） - 中大兄皇子 役[60]
  - 私の告白（2002年2月18日 - 3月8日）[61]
  - アクアリウムの夜（2002年7月15日 - 26日） - 広田義夫(ギー) 役[61]
  - ふたつの剣（2009年3月16日 - 27日） - 森寅雄(タイガー・モリ) 役[62]
  - 毒味師イレーナ（2018年1月29日 - 2月16日） - 防衛長官・ヴァレク 役[63]
  - 夜のストーリーボックス　第5話「夜のステイション」（2019年3月3日）[64]
  - イレーナの帰還（2020年2月3日 - 28日）[65]
  - 夢胡蝶 ～ 羽州ぼろ鳶組（2022年10月17日 - 28日） - 天蜂・鮎川転 役[66]
- 恋する音楽小説　男のウソ・女のウソ（2000年4月1日、NHK-FM）[67]
- しづのをだまき（2000年11月6日、文化放送） - ヨシ 役[68]
- 今日は一日“ラジオドラマ”三昧　特別生ドラマ「平成浮世床」（2015年9月23日、NHK-FM） - MC、生ドラマ出演[69]
- 今日は一日“ありがとうFM50”三昧 〜オーディオドラマ編〜　特別生ドラマ「ザ・ムーン・ライト・ソナタ ～今宵、月の上で～」（2019年3月3日、NHK-FM） - MC、生ドラマ出演[70]
- 特集オーディオドラマ　おやつのいくさ（2020年8月12日、NHKラジオ第1 / 2020年8月15日・22日、NHK-FM） - 樋口圓之助 役[71]

### ナレーション
- 世界ふれあい街歩き (NHK)
- そらのいろみずいろ（2005年11月8日、NHK）
- 不可思議探偵団（2010年4月12日 - 、NTV）
- サラリーマンNEO Season5「大人の世界ふれあい街歩き」（2010年4月 - 、NHK）
- レッツロールシナモロール

### 人形劇
- こどもにんぎょう劇場「きつねの窓」（2002年、NHK教育）

### ラジオドラマ
- 今日は一日“ラジオドラマ”三昧（2015年9月23日、NHKFM）
- 今日は一日“ありがとうFM50”三昧　オーディオドラマ編（2019年3月3日、NHKFM）

### テレビ番組
- クイズ!家族ドレミファ大賞第17回『チビッコ大会』（1976年7月25日、CX）
- ビートたけしのお笑いウルトラクイズ!!（1989年1月2日〜、NTV）- 出演回 不明
- クイズ100人に聞きました（1992年、TBS） ※ヒーロー大会に仮面ライダーチームで参加
- キスマイ魔ジック 第2回『うしろの声優だ～れ？』（2015年10月14日、テレビ朝日）
- あいつ今何してる?（2019年6月26日、テレビ朝日）※森昌子の気になる人で出演　[72]

- クイズ!脳ベルSHOW（2022年3月7日，8日、BSフジ）※パネラーで出演[73]

### CM
- ライトフルーツソーダ 天空の城ラピュタ（1986年、味の素）※ナレーションで出演
- オンエアジェル（1987年、資生堂）※沢田玉恵と共演

### 雑誌
- 週刊明星『ザ・美少年カタログ』（1986年5月29日、集英社）